# Nedovoljnost podataka (IUCN)
Nedovoljnost podataka (kratica je DD, prema engleskom izrazu Data Deficient), takson je za koji ne postoji dovoljno podataka da bi se mogao procijeniti stupanj ugroženosti odnosno koliki je rizik da određena vrsta može izumirjeti. Razlog može biti premalo saznanja o veličini populacija i opasnostima koje im prijete, ili sistematska nesigurnost u ispravnost taksona.

## Vanjske poveznice
- Kriteriji i kategorije IUCN-ove Crvene knjige vrsta (1994.)  Arhivirana inačica izvorne stranice od 14. travnja 2006. (Wayback Machine)